# Symbióza

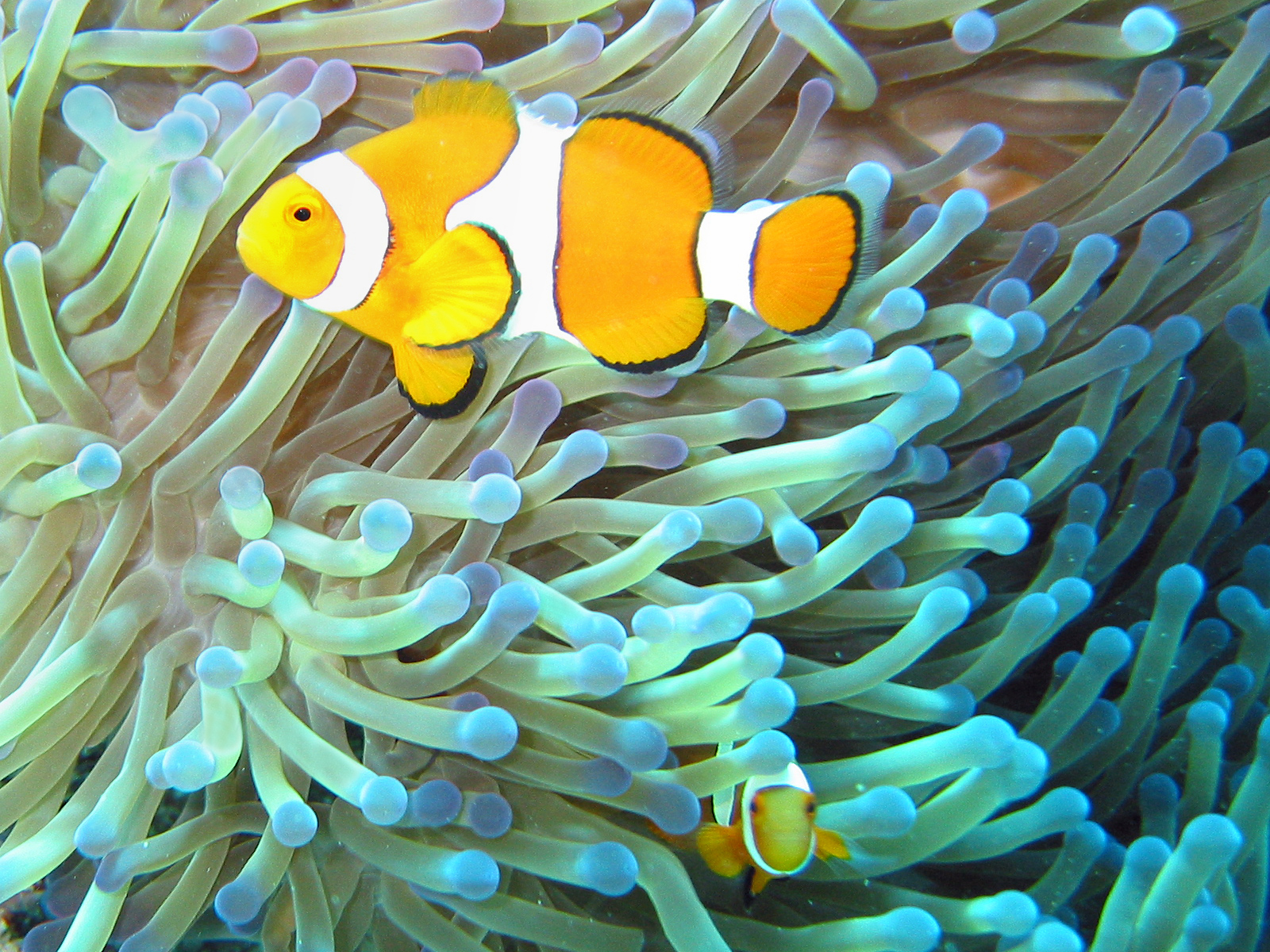
Klaun očkatý (Amphiprion ocellaris) v symbióze se sasankou velkolepou (Heteractis magnifica). Protože z tohoto vztahu mají výhodu oba druhy, nazýváme tuto symbiózu mutualismus

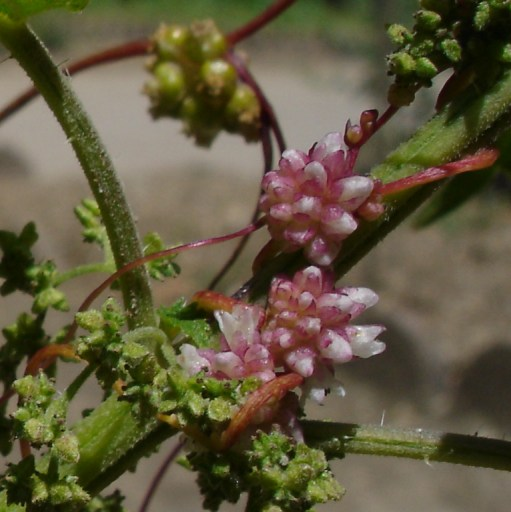
Kokotice evropská (Cuscuta europaea) je příkladem zvláštního druhu symbiózy, známého jako parazitismus. Podle úzké definice pojmu „symbióza“ by však parazitismus nebyl do souhrnného termínu symbióza vůbec zařazen
(měřítko: květenství dosahuje max. velikosti 15 mm v průměru)

Symbióza (z řeckého σύν – „spolu“ a βίωσις – „život“) je termín označující úzké soužití dvou a více organismů. Jedinec, který vstupuje do symbiotického vztahu, se nazývá symbiont. Často se však termín symbióza používá pouze ve smyslu oboustranně výhodného soužití, ačkoliv ve skutečnosti zahrnuje veškeré modely soužití mutualismem počínaje a parazitismem konče. Symbiotické svazky mohou být obligátní nebo fakultativní. Symbiotické svazky se dále mohou členit podle různých hledisek.
Symbióza nebo také symbiotická interakce či asociace je v biosféře Země častá a existují odůvodněné předpoklady, že právě díky nim se na naší planetě vyvinul život do té podoby, jak jej známe dnes. Příkladem je samotná eukaryotická buňka, která dle endosymbiotické teorie vznikla právě symbiózou nejméně dvou odlišných prokaryotických buněk.
Funkce symbiózy jsou rozličné, někdy si symbionti vyměňují organické a anorganické látky, jindy si například poskytují ochranu či jiné služby. Na mezidruhové úrovni je známo množství asociací mezi autotrofními řasami či vyššími rostlinami s houbami a jinými heterotrofními organismy, či například lišejníky, podvojné organismy sestávající z houbové a řasové či sinicové složky.

## Původ slova
Spolu s vývojem poznání o symbiotických organismech se objevily snahy vytvořit slovo, které by zastřešilo termíny jako mutualismus a parazitismus. Výraznou motivací byl objev symbiotické povahy lišejníků, vztah uvnitř lišejníku totiž nebylo možné klasifikovat jako parazitismus. V roce 1877 Albert Bernhard Frank použil pro tuto potřebu výraz symbiotismus (das Symbiotismus). Vysvětlil ho jako společnou koexistenci dvou druhů bez ohledu na povahu jejich vztahu. Přesto bývá termín symbióza připisovaný botanikovi Anton de Barymu, jenž slova poprvé použil v roce 1878 v díle Die Erscheinung der Symbiose (Fenomén symbióza). Anton de Bary se v tomto spise nezmínil o tom, že termín přejal od Franka, i když v jiných textem se o něm zmínil. Pojmu symbióza také podřadil termíny mutualismus, parazitismus a komenzálismus. Termín mutualismus však zavedl už pár let před Baryho spisem Pierre-Joseph van Beneden.
Frankova a de Baryho definice je i dnes běžná, ale někteří vědci k ní mají výhrady. Diskutuje se o tom, zda je možné mezi symbiotické vztahy zařadit i velmi krátkodobé mezidruhové vztahy, jako je např. opylení rostliny. Někdy se za symbiotický vztah nepovažuje parazitismus, a v tom případě se všechny negativní vztahy přeřazují do skupiny antibióz. V laickém povědomí je též velmi rozšířená definice, že symbióza zahrnuje jen oboustranně výhodné svazky (tedy mutualismus).

## Dělení symbiotických vztahů

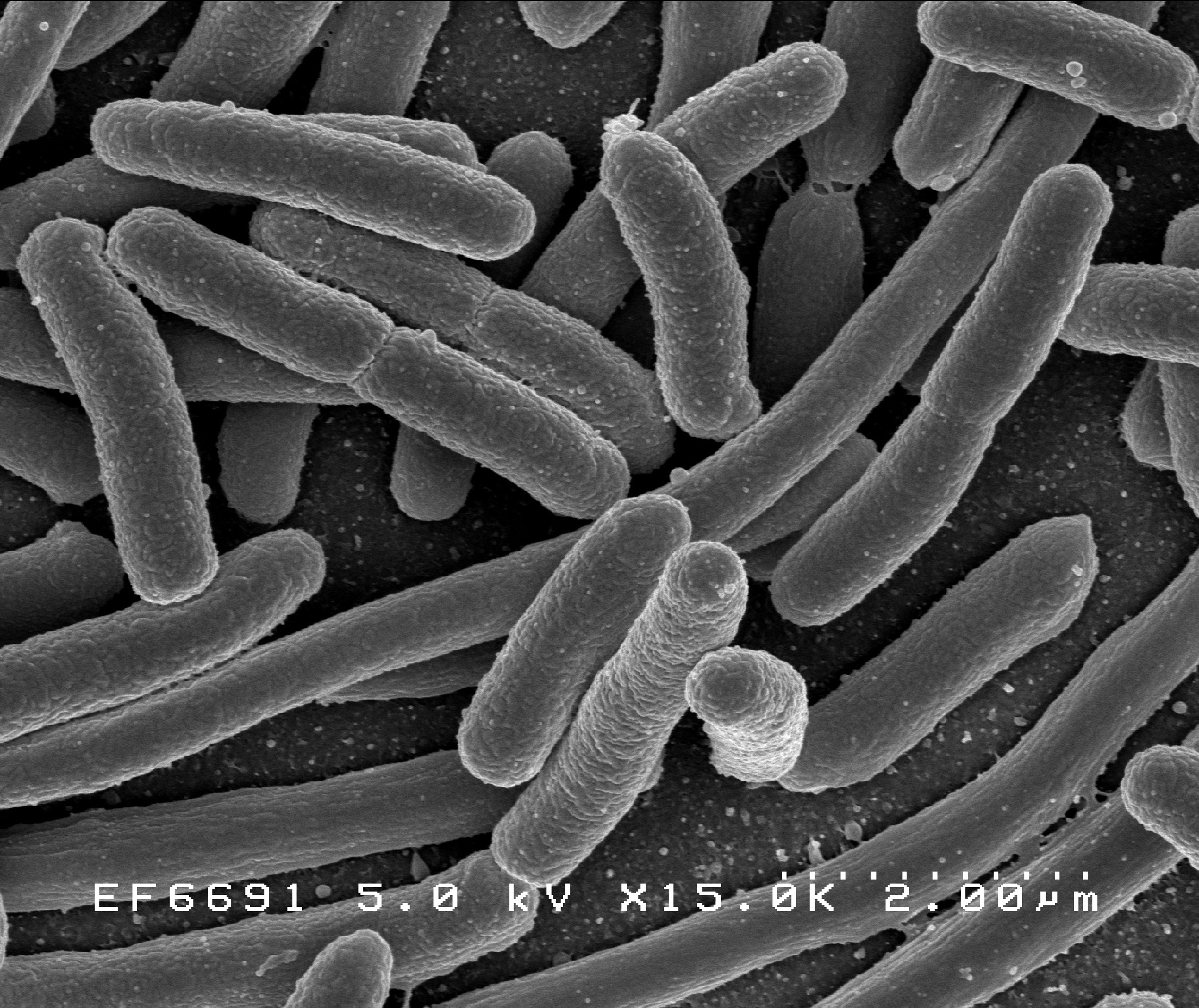
Bakterie Escherichia coli kolonizuje lidské střevo již 40 hodin po našem narození. Většinou po celý lidský život nečiní svému hostiteli potíže a jen se živí na zbytcích potravy. Proto je E. coli komenzálickou bakterií
(rastrovací elektronový mikroskop)

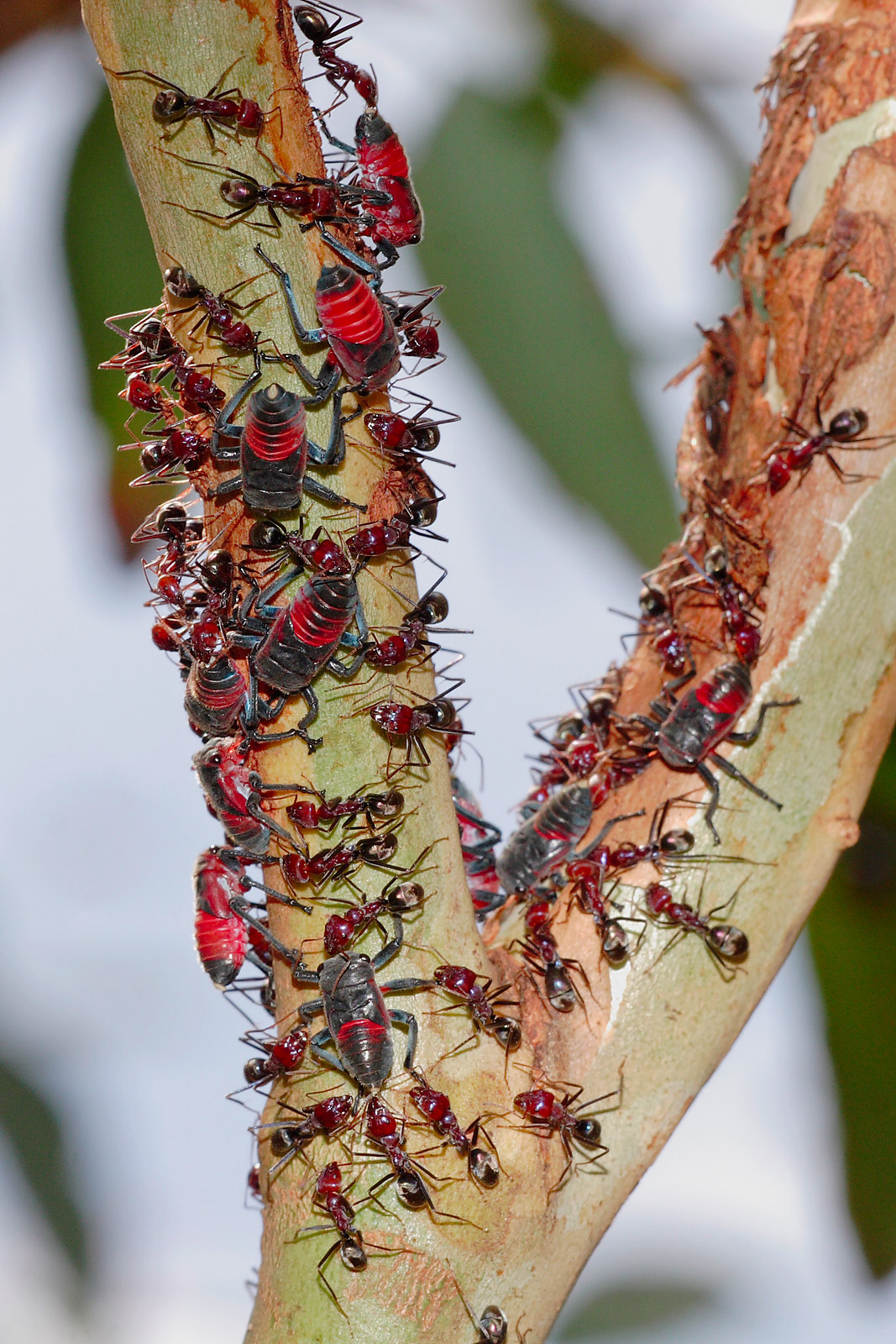
Zástupce čeledi křískovitých (Cicadellidae) v symbióze s mravenci

Symbiotické interakce se navzájem liší nejen mírou vzájemné prospěšnosti z hlediska zúčastněných organismů, ale také mírou těsnosti soužití a podle mnoha jiných parametrů.

### Podle výhodnosti pro symbionty
Pro popis konkrétního symbiotického vztahu se často užívá několika termínů, které se definují na základě výhodnosti pro oba symbionty. Symbiotický svazek totiž může být výhodný (+), nevýhodný (-) či na daný druh nemusí mít faktický vliv (0):
- Mutualismus (+/+) je symbióza výhodná pro oba partnerské druhy. Příkladem je vztah mezi rostlinou a jejím opylovačem.
- Komenzálismus (+/0) je symbióza mezi dvěma druhy, z nichž pro jednoho je vztah výhodou a druhý není ovlivněn. Příkladem jsou někteří zástupci střevní mikroflóry, kteří se živí na zbytcích potravy a hostiteli neškodí.
- Amenzálismus – alelopatie (0/-) je symbióza dvou druhů, z nichž pro jednoho je vztah nevýhodou a druhý není ovlivněn. Příkladem je trnovník akát (Robinia pseudacacia), který produkuje fytoncidy, jedy hubící podrost, ale sám není tímto symbiotickým svazkem dotčen.[5]
- Parazitismus (+/-) je symbióza dvou druhů, z nichž pro jednoho je vztah nevýhodou a pro druhého výhodou. Klasickým příkladem je tasemnice bezbranná (Taenia saginata), která parazituje ve střevech člověka a škodí mu.
- Neutralistická symbióza (0/0) je teoretický vztah, při němž na sebe dva druhy nepůsobí vůbec. Tento typ symbiózy se však prokazuje jen těžko kvůli složitosti ekologických vztahů.[2]
- Kompetiční symbióza (-/-) je vztah mezi dvěma druhy, které vynakládají úsilí, aby proti sobě konkurenčně uspěly. Příkladem může být nekonečný „závod ve zbrojení“ mezi rostlinami a býložravci. Tento souboj vysvětluje tzv. efekt červené královny.

### Podle vzájemné pozice symbiontů
Podle vzájemné (relativní) pozice dvou symbiontů rozlišujeme:
- ektosymbióza – jeden ze symbiontů se nachází na povrchu druhého nebo poblíž,
- endosymbióza – jeden ze symbiontů se nachází uvnitř druhého; a to buď vně buněk (intercelulární s.) nebo uvnitř (intracelulární s.).[7]

Za ektosymbionta může být někdy považován i organismus, který žije na povrchu tělních dutin, jako je výstelka střev či povrch perikardu, ale častěji je však tento typ řazen do endosymbiotických svazků. Ten ze symbiontů, který hostí druhého, je nazýván hostitel.

### Podle závislosti jednoho symbionta na druhém
Pokud vzájemné soužití není pro daného symbionta životně důležité, jedná se o fakultativní symbiózu. Příkladem může být mořská sasanka (Actiniaria), která se bez ryby klauna (Amphiprion) snadno obejde.
Některé symbiotické vztahy jsou obligátní, tzn. pro daného symbionta životně důležité. Běžně uváděným, avšak nesprávným příkladem je údajná obligátní symbióza mauricijského stromu (Sideroxylon grandiflorum, syn. Calvaria major) a vyhynulého ptáka dronte mauricijského (Raphus cucullatus). Říkalo se, že semena tohoto stromu nemohou klíčit, protože by musela být stratifikována v dronteho trávicím traktu. Bylo předpokládáno, že tím, že dronte vyhynul, je osud rostliny Sideroxylon grandiflorum zpečetěn. Tato široce rozšířená hypotéza předpokládané obligátní symbiózy, která byla léta uváděným příkladem obligátní symbiózy, je však učebnicovým omylem, semenáčky udávaného stromu se dodnes na ostrově vyskytují.
Existují však zřejmě i v jádru správné příklady obligátní symbiózy. Někteří karibští raci poustevníčci vymírají, protože vyhynul plž, v jehož ulitách se skrývali. Obligátní symbiózou však nemusí být jen mutualistické či komenzálické vztahy. I mnozí parazité jsou na svém hostiteli závislí. Virus pravých neštovic je dnes vyhuben, protože byli proti němu lidé na celém světě očkováni.

### Podle jiných hledisek
Pokud má jeden ze symbiontů větší velikost, nazývá se hostitel a jeho partner symbiont. Je možné rozlišovat symbiózy také podle přenosu symbiontů na hostitele – buď přímým přenosem (od jiného hostitele), nebo z okolního prostředí. Hostitel, který je schopen danou symbiózu vytvářet, ale v daném okamžiku ji netvoří, se nazývá aposymbiotický hostitel.
Už poměr velikostí hostitele a symbionta zpravidla napovídá o jejich životních strategiích, rozměrný hostitel může hostit i množství symbiontů: čím větší je nepoměr rozměrů, tím výraznější je i rozdíl mezi spíše K-strategií hostitele a spíše r-strategií symbionta.
Pojem specifita udává, jaké rozpětí druhů může do konkrétního symbiotického svazku vstupovat. Specifita je nejvyšší, pokud do svazku vstupuje pouze jeden konkrétní druh či dokonce jen poddruh, ale často se lze setkat i s nižší specifitou (např. na úrovni rodu, čeledi nebo i výše).
Podle toho, jak dochází k vyživování z hostitele, rozlišuje se nekrotrofie a biotrofie. Při nekrotrofii nejprve dochází k usmrcení buňky hostitele, poté ke konzumaci; při biotrofii jsou živiny získávány z buňky živé. Nekrotrofie je typická zejména pro parazitismus.
Druhem symbiózy je symfilie. Jeden biologický druh, hostitel, poskytuje druhému druhu potravu a ochranu výměnou za odměnu. Například hmyz žijící v mraveništích a termitištích nebo lidé chovající dobytek.
Do symbiotického svazku mohou vstupovat i více než dva druhy. Jako parasymbiont (sekundární symbiont) se označuje druh, který vstupuje do již existující symbiózy.

## Důležité symbiotické vztahy
Když pomineme původně symbiotické bakterie, které se podílely na vytvoření eukaryotické buňky, pravděpodobně nejčastějším symbiotickým vztahem je parazitismus. Počet parazitických druhů několikrát převyšuje počet druhů volně žijících a podle některých odhadů až v poměru 4 : 1.
Valná většina symbiotických vztahů zahrnuje alespoň jeden eukaryotický organismus. Důvodem je zřejmě fakt, že eukaryotické druhy mají omezený výčet vlastních metabolických pochodů. Kromě usnadnění metabolických pochodů často dochází také k výměně energeticky bohatých organických látek mezi symbionty, například cukrů, které jeden ze symbiontů produkuje např. fotosyntézou, a to buď za látky anorganické, nebo za vhodné prostředí k životu (niku).
Existují však i jiné, nezařaditelné symbiotické vztahy. Mezi opylovači a semennými rostlinami se vyvinul vzájemný mutualismus (někdy kvůli krátkodobosti a nespecifičnosti označovaný jako protokooperace), spočívající v přenosu pylu za nějakou odměnu v podobě potravy (nektar, pyl). Mnohdy není možné přesně oddělit, kdy se jedná o oboustranně výhodný svazek a kdy ne. Příkladem jsou tělní dutiny mnoha živočichů, v nichž žije početná mikroflóra, ať už parazitická, komenzálická, či mutualistická.

### Organické látky za anorganické
Často je symbiotický vztah založen na výměně vody s minerály za organické látky. Z páru symbioticky žijících organismů jeden poskytuje vodu a minerální látky (často tzv. mykobiont – houba), druhý organické látky vyrobené fotosyntézou (fotobiont – řasa, sinice, vyšší rostlina). V tomto směru je typická mykorhiza, symbiotické soužití hub s kořeny rostlin. Má se za to, že až 70–90 % všech rostlin je mykorhizních, nejčastějším typem je tzv. arbuskulární mykorhiza. Na směně vody a organických látek je založen také lichenismus, symbióza mykobionta a fotobionta v rámci lišejníku.

### Organické látky za stabilní prostředí či ochranu
Mnohé (často endosymbiotické) organismy si našly výhodný symbiotický svazek, který jim přináší stabilní prostředí (niku) či ochranu výměnou za jejich organické látky. Příkladem jsou symbiotické zelené (jednobuněčné) organismy žijící v tkáních živočichů, které se zpravidla nazývají zooxanthely, zoocyanely či zoochlorelly. Má je například nezmar zelený (Hydra viridissima) nebo korály.
Samostatnou kapitolou jsou početné symbiotické vztahy mravenců, např. se mšicemi (Aphidoidea) či s některými houbami. Princip zůstává podobný – mšice přispívají svými organickými látkami (medovicí), mravenci mšice chrání. Také houby rodů Leucoagaricus a Leucocoprinus, které někteří mravenci „pěstují“ v mraveništích, získávají stabilní prostředí pro život, zatímco mravenci konzumují jejich výživné hyfy.
Typickým příkladem jsou i živočichové, kteří se jinými živočichy nechávají čistit od škůdců. K čističům patří například některé krevety (Caridea), které čistí od škůdců mnohé ryby včetně murén (Muraenidae). Obměnou tohoto vztahu na souši jsou ptačí čističi klubáci (Buphagidae), kteří od kožních parazitů (ektoparazitů) čistí mnohé suchozemské savce.

### Zprostředkování metabolických pochodů
Mnohé (zejména prokaryotické) organismy pomáhají svým hostitelům vytvářet určitý unikátní produkt metabolismu výměnou za stabilní prostředí a často také za živiny. Charakteristické jsou vztahy mezi některými vyššími rostlinami a prokaryotickými organismy schopnými fixovat dusík (hlízkové bakterie). Někteří živočichové zase využívají schopnosti určitých bakterií vytvářet světlo (schopnost bioluminiscence). Třetím příkladem symbiotického vztahu jako prostředku k získání nových metabolických pochodů je vztah mezi bakteriemi a termity (Isoptera) či přežvýkavci – bakterie jim umožňují trávení celulózy.
Zvláštní jsou endofytické houby, které žijí v rostlinných pletivech a mnohdy hostiteli prospívají, produkují totiž toxiny, které zabíjejí patogenní druhy hub či odrazují býložravce.

## Role symbiózy v evoluci

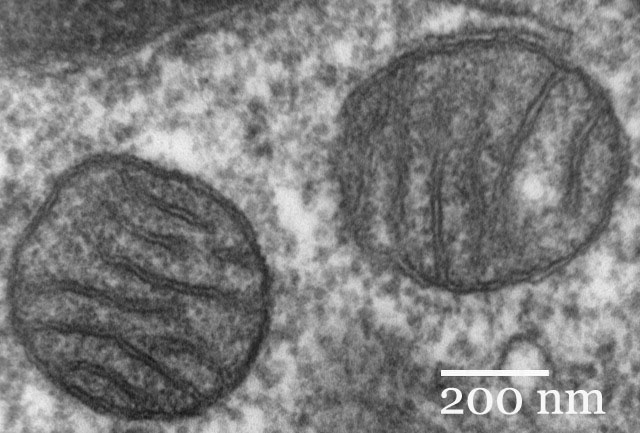
Mitochondrie vznikly pravděpodobně z endosymbiotických bakterií
(transmisní elektronový mikroskop)

Zřejmou roli hraje symbióza při vzniku nových druhů (speciaci). Jsou známy parazitické druhy, které jsou specializované pouze na jednoho hostitele, nebo mutualistické trichomonády čeledi Devescovinidae, které žijí pouze v trávicím traktu termitů. Množství druhů prošlo ve fylogenezi obdobím koevoluce s jinými organismy.
Symbióza však pravděpodobně sehrála ještě významnější roli, a to již při vzniku eukaryotické buňky (eukaryogeneze). Základem tohoto tvrzení je endosymbiotická teorie.

### Endosymbiotická teorie
Endosymbiotická teorie tvrdí, že eukaryotické buňky (živočichů, rostlin, prvoků atp.) vznikly ze symbiózy několika druhů prokaryotických buněk. Konkrétně mitochondrie se vyvinuly z endosymbiotických proteobakterií (Proteobacteria) a chloroplasty z pohlcených zástupců sinic (Cyanobacteria).
Dnes jsou mitochondrie a plastidy řazeny k semiautonomním organelám, to znamená, že mají vlastní genetickou informaci (prokaryotického typu), a jsou obalené několika membránami. Pozůstatkem jejich pradávného původu je i způsob rozmnožování (nezávisle na hostiteli, dělením) a podobnost dalších biochemických znaků s jejich bakteriálními předky.

### Koevoluce
Koevoluce je společný evoluční vývoj dvou či více druhů, při němž dochází ke vzájemnému přizpůsobování. Hrála významnou roli ve vývoji krytosemenných rostlin a jejich (převážně hmyzích) opylovačů. Mnoho rostlin opylovaných hmyzem, netopýry nebo ptáky se vyvíjelo tak, aby opylení bylo co nejefektivnější. Související změny nastaly i u hmyzích opylovačů – například se jim zvětšovaly sosáky, aby dosáhli lépe k nektaru. Někdy došlo dokonce k naprosté specializaci jednoho druhu hmyzu na určitý druh kvetoucí rostliny (květní specialisté).